# موش‌های بزرگ گوش‌سفید
موش‌های بزرگ گوش‌سفید (نام علمی: Hyomys) نام یک سرده از زیرخانواده نیاموشان است.